# Mycomya fenestralis
Mycomya fenestralis är en tvåvingeart som först beskrevs av Philippi 1865.  Mycomya fenestralis ingår i släktet Mycomya och familjen svampmyggor. Inga underarter finns listade i Catalogue of Life.